# Зима штучного інтелекту
Зима штучного інтелекту — це період в історії штучного інтелекту (ШІ), коли відбувалося скорочення фінансування та зацікавленості у дослідженнях штучного інтелекту. Цей термін застосовується за аналогією з ідеєю ядерної зими. Галузь пережила кілька циклів надочікувань, за якими слідувало розчарування і критика, а потім скорочення фінансування. Інтерес до штучного інтелекту поновився через декілька десятиліть.
Термін вперше з'явився у 1984 році як тема публічного обговорення на щорічній зустрічі AAAI (англ. «American Association of Artificial Intelligence»). Це була ланцюгова реакція, що починалася з песимізму в спільноті ШІ, після чого з'явився песимізм у пресі, а згодом відбулось суттєве скорочення фінансування та згортання серйозних досліджень. Результатом зустрічі двох провідних дослідників штучного інтелекту Роджера Шанка і Марвіна Мінського — науковців, які пережили «зиму» 1970-х років, стало попередження бізнес-спільноті, що ентузіазм щодо ШІ вийшов з-під контролю у 1980-х роках і що розчарування неминуче. Через три роки мільярдна промисловість штучного інтелекту почала руйнуватися.
Галас, що зчинився, був подібний до тих, які супроводжували становлення таких технологій, як залізнична манія або бульбашка доткомів. Зима ШІ — це, перш за все, крах сприйняття ШІ урядовими бюрократами й венчурними капіталістами. Попри зростання та падіння репутації ШІ, галузь продовжувала розвивати нові та успішні технології. Дослідник ШІ Родні Брукс скаржився у 2002 році, що «є такий дурний міф, що ШІ провалився, але він знаходиться навколо вас кожну секунду». У 2005 році Реймонд Курцвейл погодився: «Багато спостерігачів все ще думають, що зима ШІ була кінцем історії галузі, і що нічого так і не вийшло з цієї ідеї. Однак, сьогодні тисячі програм використовують ШІ. Він глибоко увійшов в інфраструктуру кожної галузі».
З 1990 року ентузіазм і оптимізм щодо ШІ поступово зростав і вже з 2010 року штучний інтелект (і особливо його підгалузь машинне навчання) стали повсюдно використовуватися та отримали гарне фінансування. Як писав Рей Курцвейл: «Зима ШІ вже давно закінчилася».

## Огляд
У 1974—1980 та 1987—1993 роках відбулися дві великих зими та декілька менших проміжків, у тому числі:
- 1966: провал машинного перекладу
- 1970: відмова від конекціонізму
- Період тенденцій, які перекриваються:
  - 1971–75: розчарування DARPA у програмі розпізнавання мовлення в університеті Карнегі-Меллона
  - 1973: значне зниження досліджень ШІ в Сполученому Королівстві Великої Британії у відповідь на доповідь Лайтхілла
  - 1973–74: скорочення DARPA до академічних досліджень ШІ в цілому
- 1987: обвал ринку лісп-машин
- 1988: скасування нових витрат на ШІ по проекту ініціатива стратегічних обчислень[en]
- 1993: експертні системи повільно досягають дна
- 1990-ті: спокійне зникнення початкових цілей проекту комп'ютерів п'ятого покоління

## Ранні епізоди

### Машинний переклад та звіт ALPAC 1966 року
Під час холодної війни уряд США особливо зацікавився автоматичним, миттєвим перекладом російських документів і наукових доповідей. Починаючи з 1954 року, уряд США доклав багато зусиль у розробці машинного перекладу. На початку дослідники були оптимістичні. Нова робота Ноама Чомскі в граматиці, в якій було «багато передбачень проривів у розробці машинного перекладу», спрощувала процес перекладу.

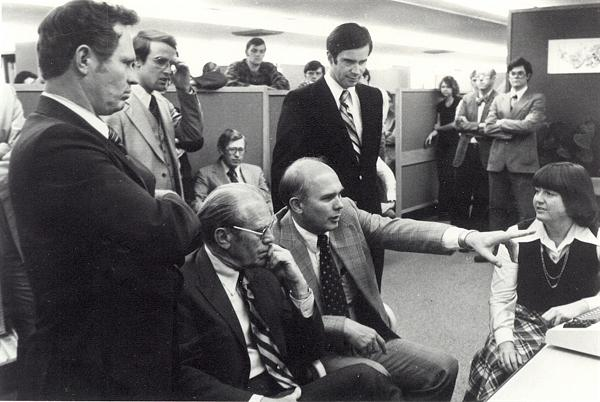
Брифінг для віце-президента США Джеральда Форда в 1973 році щодо перекладу за допомогою моделі заснованої на граматиці переходів

Проте дослідники недооцінили складність вирішення лексичної багатозначності. Для того, щоб перекласти речення, машина повинна була мати уявлення про те, про що йшлося у реченні, інакше вона б зробила помилки. Апокрифічний приклад — «сильний духом, але слабкий тілом» (англ. "the spirit is willing but the flesh is weak"). Прямий та зворотній переклад на російську дав результат «горілка хороша, але м'ясо гниле» (англ. "the vodka is good but the meat is rotten"). Подібним чином, подвійний переклад «не бачу, тому не думаю» (англ. "out of sight, out of mind") став «сліпий ідіот» (англ. "blind idiot"). Пізніше дослідники назвали б це проблемою здорового глузду.
У 1964 році Національна дослідницька рада занепокоїлась відсутністю прогресу і створила Консультативний комітет з автоматичної обробки мов (ALPAC), щоб вивчати цю проблему. У своєму звіті 1966 року вони дійшли висновку, що машинний переклад був дорожчим, менш точним і повільнішим, ніж людський переклад. Витративши близько 20 мільйонів доларів, рада закінчила усі розробки. Кар'єри було знищено, а дослідження закінчилися.
Машинний переклад, як і раніше залишається відкритою проблемою для дослідження у 21-му столітті, яка була вирішена з деяким успіхом (Google Translate, Yahoo Babel Fish).

### Відмова від конективізму в 1969 році

Перцептрон

Деякі з найбільш ранніх робіт у сфері ШІ використовували мережі або схеми з'єднаних блоків для імітації розумної поведінки. Серед прикладів такого підходу, який називається «коннекціонізмом», є перший опис нейронної мережі для логіки зроблений Вальтером Піттсом і Ворреном Маккаллохом, а також робота Марвіна Мінського над системою SNARC. Наприкінці 1950-х років більшість цих підходів були відкинуті, коли дослідники почали досліджувати символічні системи як сутність інтелекту, розвиваючи успіх програм, таких як Logic Theorist та General Problem Solver.
Проте робота в одному з напрямків конекціонізму продовжувалась: вивчення перцептронів, винайдених Френком Розенблаттом, якому вдавалось підтримувати дослідження у цій галузі завдяки його здібностям «продавця» та сили його особистості. Він оптимістично прогнозував, що перцептрон «з часом може навчатися, приймати рішення і перекладати мови». Основні дослідження перцептронів були різко зупинені у 1969 році, коли Марвін Мінський і Сеймур Пейперт опублікували книгу «Перцептрони», яка сприймалася як така, що окреслила межі можливостей перцептронів.
Підходи конекціоністів були відкинуті протягом наступних одного-двох десятиліть. Хоча важлива робота у цьому напрямку частково продовжувалася, наприклад, Полом Вербосом було відкрито зворотне поширення, однак, знайти достатнє фінансування для проектів конекціоністів у 1970-х та на початку 1980-х років було важко. «Зима» досліджень коннекціоністів закінчилася у середині 1980-х років, коли роботи Джона Хопфілда, Девіда Румельхарта та інших відродили масштабний інтерес до нейронних мереж. Розенблат не дочекався цього, бо загинув у аварії на човні незабаром після публікації книги Perceptrons.

## Невдачі 1974 року

### Доповідь Лайтхілла
У 1973 році британський парламент попросив професора сера Джеймса Лайтхілла оцінити стан досліджень штучного інтелекту у Сполученому Королівстві Великої Британії. Його доповідь, також відома як доповідь Лайтхілла, викрила повну нездатність ШІ досягти своїх «грандіозних цілей». Він дійшов висновку, що усе що може робити ШІ, може бути зроблено також іншими науками. Він згадав про проблеми, «комбінаторного вибуху» та «непорушності», які доводили, що більшість успішних алгоритмів ШІ підходять тільки для вирішення «іграшкових» проблем, а на реальних світових проблемах не працюють.
Звіт був оскаржений у дебатах, які транслювалися на каналі Бі-Бі-Сі у серії «Суперечки» у 1973 році. У Дискусії «Робот загального призначення — це міраж», Лайтхілл був з боку Королівського Інституту, та дискутував проти команди Дональда Мікі, Джона Маккарті та Річарда Грегорі. Пізніше Маккарті писав, що «проблема комбінаторного вибуху була виявлена у ШІ у самому початку».
Доповідь привела до майже повної зупинки досліджень ШІ у Великій Британії. Дослідження продовжувалось лише у кількох університетах (Единбург, Ессекс та Сассекс). Джеймс Хендлер пише: «Це створило ефект хвилі, який призвів до скорочення фінансування розробки ШІ по всій Європі». До 1983 року не було великомасштабних досліджень, допоки Альві (дослідницький проект британського уряду) не отримав фінансування у розмірі 350 мільйонів фунтів стерлінгів у відповідь на проект п'ятого покоління Японії. Алві міг вирішити ряд вимог, які стосувалися лише Великої Британії, і це не підходило міжнародній спільноті, особливо американським партнерам, що стало причиною відсутності фінансування другого етапу.

### Скорочення фінансування DARPA на початку 1970-х років
Протягом 1960-х років Агентство передових оборонних дослідницьких проектів (тоді відоме як «ARPA», тепер відоме як «DARPA») надало мільйони доларів для досліджень штучного інтелекту практично без прив'язок. Директор DARPA тих років, Джозеф Ліклайдер вірив у ідею «фінансування людей, а не проектів» і дозволив лідерам галузі ШІ (таким як Марвін Мінський, Джон Маккарті, Герберт А. Саймон та Аллен Ньюел) витратити їх майже будь-яким способом який їм вподобався.
Таке ставлення змінилося після прийняття поправки Менсфілда у 1969 році, яка вимагала від DARPA фінансування «прямих досліджень, орієнтованих на місії, а не основних неорієнтованих досліджень» Неорієнтовані дослідження такого типу, які були дозволені у 1960-х роках, більше не будуть фінансуватися DARPA. Дослідники тепер повинні були показати, що їхня робота незабаром принесе користь у вигляді нових військових технологій. Відтепер пропозиції дослідників штучного інтелекту розглядались на дуже високому рівні. Ситуація стала ще гіршою після доповіді Лайтхілла також самі дослідження DARPA (Американська дослідницька група) припустили, що більшість досліджень штучного інтелекту навряд чи принесуть хоч щось дійсно корисне у найближчому майбутньому. Гроші DARPA були спрямовані на конкретні проекти з визначеними цілями, такими як беспілотні танки та системи бойового управління. До 1974 року було важко знайти фінансування для проектів штучного інтелекту.
Дослідник ШІ Ганс Моравек звинуватив у кризі нереалістичні прогнози своїх колег: «Багато дослідників опинилися в павутині все більшого перебільшення. Перші обіцянки DARPA були занадто оптимістичними. Звичайно, те, що вони отримували, значно відрізнялось від обіцянок. Але вони вважали, що наступного разу вони не зможуть обіцяти менше, ніж вони обіцяли останнього разу, тому вони обіцяли навіть ще більше». У результаті деякі працівники DARPA втратили терпіння щодо дослідження ШІ, як стверджує Моравек. Моравек розповів Даніелю Крів'єру, що «В DARPA вважали, що деякі з цих людей будуть навчені тим, як їх контракти на два мільйони доларів на рік скоротяться майже до нічого!».
Хоча проект безпілотного танка був невдалим, система бойового управління (інструмент динамічного аналізу та планування) виявилась надзвичайно успішною, та зекономила мільярди доларів під час першої війни в Перській затоці, таким чином повертаючи усі інвестиції які зробила DARPA у ШІ і тим самим обґрунтувавши прагматичну політику DARPA.

### Розгром SUR
DARPA була глибоко розчарована дослідниками, які працювали над програмою розпізнавання мовлення в університеті Карнегі-Меллона. DARPA сподівалася, і вважала, що їм було обіцяно систему, яка зможе реагувати на голосові команди від пілота, натомість команда SUR розробила систему, яка могла розпізнати розмовну англійську мову, але тільки якщо слова були виголошені в певному порядку і тільки. У DARPA вважали, що їх обдурили, і у 1974 році вони скасували грант у розмірі три мільйони доларів на рік.
Через багато років, успішні комерційні системи розпізнавання мовлення будуть використовувати технології, які розробили група Карнегі — Меллона (такі як приховані моделі Маркова) і у 2001 році ринок систем розпізнавання мовлення досягне 4 млрд доларів.

## Невдачі кінця 1980-х і початку 1990-х років

### Крах ринку машин Lisp у 1987 році
У 1980-х роках корпораціями по всьому світу використовувалась форма ШІ, яка називалася «експертною системою». Першою комерційною експертною системою була XCON, розроблена в університеті Карнегі-Меллона для корпорації Digital Equipment, і ця система мала величезний успіх: за підрахунками, компанія врятувала 40 мільйонів доларів за шість років роботи. Корпорації по всьому світу почали розробляти і використовувати експертні системи, так, що у 1985 році вони витрачали понад мільярд доларів на штучний інтелект, більшість з яких — на внутрішні відділи штучного інтелекту. Промисловість росла, для того щоб задовольнити ці бажання. Такі компанії розробники програм як Teknowledge та Intellicorp (KEE), та інші, яки виробляли обладнання, такі як Symbolics і Lisp Machines Inc., побудували спеціалізовані комп'ютери, названі лісповськими машинами, які були оптимізовані для обробки мови програмування Lisp, якій у той час віддавалось вподобання у галузі розробки ШІ.
У 1987 році, через три роки після прогнозу Мінського та Шанка, ринок спеціалізованих апаратних засобів для штучного інтелекту пішов вниз. Робочі станції таких компаній, як Sun Microsystems, пропонували потужну альтернативу машинам LISP, а такі компанії, як Lucid, запропонували середовище LISP для цього нового класу робочих станцій. Продуктивність цих загальних робочих станцій ставала все важчим завданням для машин LISP. Такі компанії, як Lucid і Franz Lisp, пропонували все більш потужні версії LISP. Наприклад, були опубліковані результати тестів, які показали, що робочі станції мають перевагу у продуктивності над машинами LISP. Пізніше настільні комп'ютери, побудовані Apple та IBM, також запропонують простішу і популярнішу архітектуру для запуску LISP-програм. Близько 1987 року вони стали потужнішими за дорогі машини Lisp. Настільні комп'ютери мали за основу рушії, такі як CLIPS. Ці альтернативи не залишили споживачам причин купувати дорогу машину, спеціалізовану для запуску LISP. Вся промисловість вартістю півмільярда доларів була замінена за один рік.
З точки зору комерційності, багато Lisp орієнтованих компаній зазнали невдачі, наприклад Symbolics, Lisp Machines Inc., Lucid Inc. та ін. Інші компанії, такі як Texas Instruments і Xerox, залишили галузь. Проте, ряд компаній-клієнтів (тобто компаній, які використовували системи, написані на Lisp і розроблені на Lisp машинах), продовжували підтримувати системи.

### Падіння експертних систем
На початку 1990-х років, найбільш ранні успішні експертні системи, такі як XCON, виявилися занадто дорогими в утриманні. Їм було важко оновлюватись, вони не могли вчитись, вони були «крихкими» (тобто вони могли робити безглузді помилки при отриманні незвичайних вхідних даних), також вони стали жертвою проблем (таких як проблема кваліфікації), які були виявлені роками раніше під час дослідження немонотонної логіки. Експертні системи виявилися корисними лише в деяких спеціальних ситуаціях. Інша проблема стосувалась комп'ютерної складності у підтримці істини щодо загальних знань. KEE використовував підхід на основі припущень (див. NASA, TEXSYS), який підтримує багатосвітові сценарії, які було важко зрозуміти і застосувати.
Невелика кількість компаній, які залишилися у сфері експертних систем, зрештою були змушені зменшитись і шукати нові ринки та програмні парадигми, такі як обґрунтування на основі кейсів або універсальний доступ до бази даних. Дозрівання Common Lisp зберегло багато систем, таких як ICAD, які знайшли застосування в інженерії на основі знань. Інші системи, такі як KEE Intellicorp, перейшли з Lisp на C++ на ПК і допомогли винайти об'єктно-орієнтовані технології (включаючи допомогу у розробці UML).

### Фіаско п'ятого покоління
У 1981 році японське міністерство міжнародної торгівлі та промисловості виділило 850 мільйонів доларів на проект побудови комп'ютера п'ятого покоління. Їхнім завданням було написати програми та створити машини, які могли б вести розмови, перекладати мови, інтерпретувати картини і розуміти, як це роблять люди. Навіть у 1991 році дивовижний список цілей, написаних у 1981 році, не був виконаний. На практиці, деякі з них не були виконані ні у 2001, ні у 2011 роках. Як і в інших проектах ШІ, очікування були набагато вищі, ніж можливості реалізувати їх.

### Скорочення ініціативи стратегічних обчислень
У 1983 році, у відповідь на проект п'ятого покоління, DARPA знову почали фінансувати дослідження штучного інтелекту через Ініціативу стратегічних обчислень. Як спочатку і було запропоновано, проект починався з практичних, досяжних цілей, які навіть включали штучний загальний інтелект тільки як довгострокову мету. Програма перебувала під керівництвом Управління технологій обробки інформації (IPTO), а також була спрямована на суперкомп'ютери та мікроелектроніку. До 1985 року було витрачено 100 мільйонів доларів, 92 проекти були проведені у 60 установах, половина у промисловості, інша половина у університетах та урядових лабораторіях. Дослідження штучного інтелекту щедро фінансувалися SCI.
Джек Шварц, який став керівником IPTO у 1987 році, відкинув експертні системи як «розумне програмування» і скоротив фінансування ШІ «глибоко і жорстоко», «винищуючи» SCI. Шварц не відчував ШІ «наступною хвилею» та вважав, що DARPA повинна зосередити своє фінансування тільки на тих технологіях, які найбільше подають надії, за його словами, DARPA повинна «заглядати», а не «вести собаку». Тільки кілька проектів пережили скорочення фінансування: програма допомоги пілоту, програма безпілотного наземного транспортного засобу (який ніколи не був створений) і систему управління боєм DART, яка (як зазначалося вище) була успішною.

## Сучасні результати зими ШІ

### Зима, яка ніколи не закінчиться
Огляд звітів з середини 2000-х років свідчить про те, що репутація ШІ була далека від ідеалу:
- 7 червня 2007 року The Economist процитував Алекса Кастро: «[Інвесторами] було відкладено термін „розпізнавання голосу“, який, подібно до „штучного інтелекту“, асоціюється з системами, які занадто часто не виправдовують надій»[30]
- Патті Таскарелла в Pittsburgh Business Times, 2006: «Деякі вважають, що слово 'робототехніка' насправді несе ярлик, який знижує шанси компанії на фінансування»[31]
- Джон Маркофф[en] у Нью-Йорк Таймс, 2005: «У найгірші часи ШІ, деякі комп'ютерні вчені та інженери-програмісти уникали терміну „штучний інтелект“ через страх що їх вважатимуть безумцями»[32]

### ШІ під різними іменами
Багато дослідників у сфері ШІ в середині 2000-х років свідомо називали свою роботу іншими іменами, такими як інформатика, машинне навчання, аналітика, системи засновані на знанні, управління бізнес-правилами, когнітивні системи, інтелектуальні системи, інтелектуальні агенти та навіть обчислювальний інтелект, для того щоб показати, що їх робота надає перевагу конкретним інструментам або спрямована на певну під-проблему. Також це могло бути через те, що вони вважали свою сферу принципово відмінною від ШІ, також нові імена допомогли отримати фінансування, тому що уникали ярлику невиконаних обіцянок, які йдуть поряд з терміном «штучний інтелект».

### ШІ за лаштунками
«Багато спостерігачів все ще вважають, що зима ШІ була кінцем історії галузі, і що нічого з тих пір не вийшло з цієї сфери», — писав Рей Курзвеїл у 2005 році, «проте сьогодні багато тисяч прикладних програм у кожній галузі де ШІ глибоко вплетені в їх інфраструктуру». В кінці 1990-х та на початку 21-го століття технологія штучного інтелекту широко використовувалася як елемент великих систем, проте успіх цих систем майже ніколи не приписується штучному інтелекту. У 2006 році Нік Бостром пояснив, що «багато провідних програм ШІ переробились у загальні програми, часто не втрачаючи назву ШІ, тому що як тільки щось стає достатньо корисним і достатньо поширеним, це вже не може називатись ШІ». Родні Брукс приблизно в той же час сказав, що «існує цей дурний міф, що ШІ не виправдав сподівань, але ШІ функціює навколо вас кожну секунду».
Технології, розроблені дослідниками ШІ, досягли комерційного успіху в ряді областей, таких як машинний переклад, добування даних, промислова робототехніка, логістика, розпізнавання мовлення, банківське програмне забезпечення, медична діагностика і пошукова система Google.
Були розроблені контролери нечіткої логіки для автоматичних коробок передач в автомобілях (Audi TT, VW Touareg і VW Caravell 2006 року мають коробку передач DSP, яка використовує нечітку логіку; ряд варіантів Skoda (Skoda Fabia) також в даний час включають контролер нечіткої логіки). Нечітка логіка широко використовується у датчиках камери для того щоб вони могли фокусуватися.
Евристичний пошук і аналіз даних — це технології, які розвинулись з еволюційного обчислення та підрозділу машинного навчання дослідницького співтовариства штучного інтелекту. Знову, ці методи були застосовані до широкого кола реальних світових проблем зі значним комерційним успіхом.
У випадку з Евристичним пошуком, ILOG розробив велику кількість програм, таких як розробка графіків роботи магазинів для багатьох виробничих установок. Багато телекомунікаційних компаній також використовують цю технологію в управлінні своїми робочими силами, наприклад, BT Group розгорнула евристичний пошук у програмі планування так, що він розробляє робочий графік для 20 000 інженерів.
Технологія аналізу даних з використанням алгоритмів для автоматизованого формування класифікаторів, яка була розроблена спільнотою керованого машинного навчання у 1990-х роках (наприклад, TDIDT, Machines Support Vector, Neural Nets, IBL) широко використовуються компаніями у маркетингових дослідженнях, виявленні тенденцій і особливостей у наборах даних.

### Фінансування ШІ
Дослідники та економісти оцінюють статус зими ШІ перш за все дивлячись на те, які та як фінансуються проекти ШІ. Тенденції у фінансуванні часто встановлюються основними фінансовими установами в розвинених країнах світу. В даний час DARPA та цивільна програма фінансування під назвою EU-FP7 забезпечують значну частину фінансування для досліджень ШІ в США та Європейському Союзі.
Починаючи з 2007 року, DARPA розглядає пропозиції дослідників штучного інтелекту в рамках ряду програм, включаючи The Grand Challenge Program, Cognitive Technology Threat Warning System (CT2WS), «Human Assisted Neural Devices (SN07-43)», «Autonomous Real-Time Ground Ubiquitous Surveillance-Imaging System (ARGUS-IS)» та «Urban Reasoning and Geospatial Exploitation Technology (URGENT)».
Можливо, найвідомішою є програма DARPA «The Grand Challenge Program», яка розробила повністю автоматизовані дорожні транспортні засоби, які можуть успішно пройти в реальному світі в автономному режимі.
DARPA також підтримує програму семантичної павутини акцентованої на інтелектуальне управління контентом і автоматичне розуміння. Однак Джеймс Хендлер, менеджер програми DARPA, висловив деяке розчарування здатністю уряду робити швидкі зміни, і перейшов до співпраці з World Wide Web Consortium для того, щоб перевести технологію у приватний сектор.
Програма фінансування ЄС-FP7 надає фінансову підтримку дослідникам в межах Європейського Союзу. У 2007—2008 роках вона надала фінансування дослідженням Когнітивних систем: Програмі взаємодії та робототехніки (193 млн. Євро), Програмі цифрових бібліотек (203 млн. Євро) і програмі FET (185 млн. Євро).

### Можливості виникнення нової зими
Інколи виникає занепокоєння, що нова зима ШІ може бути викликана будь-якими надмірно амбітними або нереалістичними обіцянками відомих вчених штучного інтелекту. Наприклад, на початку 1990-го року деякі дослідники побоювалися, що широке розголошення обіцянки Cog показати інтелект дворічної дитини приведе до зими ШІ.
Джеймс Хендлер у 2008 році зауважив, що фінансування ШІ перенаправлялось більше на комп'ютерні програми та крос-наукові дослідження з традиційними науками такими як біоінформатика, як в ЄС, так і в США. Цей відхід від фундаментальних досліджень відбувається, оскільки існує тенденція до переходу у комп'ютерні програми, наприклад такі як семантична павутина. Розглядаючи аргумент трубопроводу (див. Основні причини), Хендлер побачив паралель із зимою 1980-х років і попередив про наступну зиму ШІ у 2010-му.

### Можливість ще однієї весни
Є також постійні повідомлення про те, що інша весна ШІ неминуча або навіть вже сталася:
- Радж Редді, у своєму президентському зверненні до AAAI, 1988: «Галузь захоплює більше, ніж будь-коли. Наші останні досягнення стали значними. І міфічна зима ШІ, можливо, перетворилася на весну ШІ. Я бачу як розквітають квіти»[44]
- Памела МакКордук в Machines Who Think: «У 1990-х роках зелені пагони прорвались через зимовий ґрунт»[10]
- Джим Хендлер та Девіка Субраманян у віснику AAAI, 1999: «Весна тут! Зараз найкращий час працювати з ШІ, бо ми дуже далеко від зими ШІ минулого десятиліття»[45]
- Рей Курцвейл у своїй книзі «Сингулярність близько», 2005: «Зима ШІ вже давно закінчилася»[3]
- Хізер Хальвенштейн у Computerworld, 2005: «Зараз дослідники виходять з того стану, який називався „зимою ШІ“»[46]
- Джон Маркофф у «Нью-Йорк Таймс», 2005: «Сьогодні дослідники розмовляють про весну ШІ»[32]
- Джеймс Хендлер, у редакції випуску IEEE Intelligent Systems за травень-червень (Hendler, 2007): «Де всі ці інтелектуальні агенти зараз?»

## Основні причини виникнення зим ШІ
Було висунуто декілька пояснень щодо причин зим ШІ. Вступила в дію нова динаміка, оскільки ШІ перейшов від фінансованих урядом заявок до комерційних заявок. Пояснення нижче не є обов'язково взаємовиключними незважаючи на те, що галас є найпоширенішою причиною.

### Галас
Зиму ШІ можна частково розуміти як послідовність надмірних очікувань і подальшого краху, які спостерігалися на фондових ринках і наочно на прикладі залізничної манії та дотком-бульбашки. У загальній моделі розвитку нової технології (відомої як цикли галасу) подія, як правило, технологічний прорив, створює публічність, яка живить себе, щоб створити «пік роздутих очікувань», за яким йде «провал очікувань». Оскільки науковий і технічний прогрес не можуть йти в ногу з підвищенням очікувань серед інвесторів та інших зацікавлених сторін, яке відбувається під час публічності, то має відбутися крах. Технологія ШІ, здається, не є винятком з цього правила.

### Інституційні фактори
Ще одним фактором є місце ШІ в організації університетів. Дослідження з ШІ часто набувають форми міждисциплінарних досліджень. Одним з прикладів є програма «Майстер штучного інтелекту» в KU Leuven, в якій беруть участь викладачі з різних галузей, починаючи з філософії, й закінчуючи машинобудуванням. Таким чином, ШІ схильний до тих же проблем, що й інші види міждисциплінарних досліджень. Фінансування здійснюється через створені відомства, й під час скорочення бюджету буде тенденція до захисту основного змісту кожного відділу за рахунок міждисциплінарних і менш традиційних дослідницьких проектів.

### Економічні фактори
Падіння національної економіки країни призводить до скорочення бюджету в університетах. Тенденція «основного змісту» погіршує вплив на дослідження штучного інтелекту, й інвестори під час кризи на ринку, ймовірно, покладуть свої гроші в менш ризиковані проекти. Разом усе це може посилити економічний спад під час зимового періоду. Варто зазначити, що доповідь Лайтхілла пройшла в період економічної кризи у Великій Британії, коли університетам доводилося робити скорочення, і питання було лише в тому, які програми повинно бути скорочено.

### Недостатній обчислювальний потенціал
На початку історії обчислень потенціал нейронних мереж був зрозумілим, але ніколи цей потенціал не був реалізований. Навіть досить прості мережі вимагають значних обчислювальних потужностей навіть за сучасними стандартами.

### Порожній трубопровід
Загальноприйнято бачити зв'язок між фундаментальними дослідженнями і технологіями як трубопровід. Успіхи в фундаментальних дослідженнях породжують успіхи в прикладних дослідженнях, які, у свою чергу, призводять до нових комерційних застосувань. З цього часто стверджується, що відсутність фундаментальних досліджень призведе до падіння ринкової технології через кілька років. Таку точку зору висунув Джеймс Хендлер у 2008 році, де він стверджував, що падіння експертних систем наприкінці 80-х років не було пов'язано з крихкістю експертних систем, а було пов'язано зі скороченням фінансування фундаментальних досліджень у 1970-х роках. Ці експертні системи з'явились у 1980-х роках завдяки застосуванню наукових досліджень і розробці продуктів, але до кінця десятиліття трубопровід пустував, і тому експертні системи не змогли досягти поліпшень, які могли б подолати цю крихкість і забезпечити подальше фінансування.

### Нездатність адаптуватися
Падіння ринку машин Lisp і невдача комп'ютерів п'ятого покоління були випадками, коли дорогі передові продукти обійшли більш прості та дешеві альтернативи. Це відповідає визначенню низькопробних підривних інновацій, оскільки виробники машин Lisp були кинуті напризволяще. Експертні системи перенесли на нові настільні комп'ютери, наприклад, CLIPS, з цього можна зрозуміти, що падіння ринку машин Lisp і падіння експертних систем, строго кажучи, є двома окремими подіями. Проте нездатність адаптуватися до такої зміни зовнішнього середовища вважається однією з причин зими 1980-х років.

## Аргументи і дебати про минуле і майбутнє ШІ
Кілька філософів, когнітивних і комп'ютерних вчених роздумували про те, де ШІ, можливо, зазнав невдачі і що буде з ним у майбутньому. Губерт Дрейфус підкреслював недосконалість припущень про дослідження ШІ в минулому і, ще в 1966 році, правильно передбачав, що перша хвиля досліджень ШІ не зможе виконати дуже публічні обіцянки, які вона дає. Інші критики, як Ноам Чомскі, стверджували, що ШІ вирушає в неправильному напрямку, частково через його значну залежність від статистичних методів. Зауваження Чомскі вписуються у велику дискусію з Пітером Норвігом, зосередженим навколо ролі статистичних методів в ШІ. Дискусія між ними розпочалась з коментарів, зроблених Чомскі на симпозіумі в МІТ на який Норвіг написав відповідь..